# Herman de Verdun
Herman de Verdun, mort le 28 mai 1029, est comte de Verdun (1022-1024) et comte de Brabant,  de la  maison d'Ardenne. Il est le troisième fils de Godefroid Ier de Verdun, comte de Verdun et de Mathilde de Saxe, fille d'Hermann Ier de Saxe de la dynastie saxonne de Billung, veuve de Baudouin III de Flandre. 

## Famille
Selon la Gesta Episcoporum Virdunensium et  la Chronica Albrici Monachi Trium Fontium, il est le fils de Godefroid Ier, comte de Verdun, de Methingau et de Bidgau et de Mathilde de Saxe,, laquelle était, selon l'Annalista Saxo, fille d'Hermann Ier Billung, duc de Saxe, et d'Hildegarde de Westerburg,.
Ceci est confirmé dans le document no 212 du Mittelrheinisches Urkundenbuch, I, où il est précisé que Godefroid Ier est fils de Gozlin, comte de Bidgau et de Methingau et d'Oda, fille de Gérard Ier, comte de Metz, (petit-fils d'Adalard le Sénéchal) et d'Oda de Saxe.

## Biographie
Peu de choses sont connues au sujet de Herman si ce n'est son vaillant combat aux côtés de son père, Godefroid Ier de Verdun, lors de l'attaque de Verdun en 985 par Lothaire de la France aboutissant à la capture de son père et son frère Frédéric.
Il devient compte de Verdun à la mort de son frère Frédéric en 1022. 
Herman et son frère Adalbéron sont connus pour avoir repoussé la progression de Lothaire. 
En 1024, Herman se retire à l'abbaye de Saint-Vanne en 1024 et Louis Ier de Chiny, fils de Otton Ier de Chiny acquiert le comté de Verdun.

## Mariages et enfants
Herman épouse en premières noces Mathilde d'origines inconnues. Herman et Mathilde ont trois enfants :
- Gregoire, archidiacre de Liège ;
- Godefroi, comte de Westphalie et comte de Cappenberg ;
- Odilia, abbesse (abbaye inconnue)[7].

Herman se marie en secondes noces avec Goda, de nouveau, d'origines inconnues. Ils ont eu trois enfants dont une seule a vécu jusqu'à l'âge adulte :
- Mathilde de Verdun (morte après 1039), mariée Régnier V, comte de Mons.

Herman eut également un fils illégitime avec une maîtresse inconnue :
- Godefroi (mort avant 995).

## Sources
- Germany and the Western Empire, Volume III of the Cambridge Medieval History, University of Cambridge, 1922
- Abbé Charles Nicolas Gabriel, Verdun, Notice historique, 1888, réédition 1993
- Poull, Georges, La maison souveraine et ducale de Bar, Presses Universitaires de Nancy, 1994
- Crowe, Eyre Evans, The History of France, London: Longman, Brown, 1858
- Medieval Lands Project, Comtes de Verdun